# Hiroo (Hokkaidō)
Hiroo (広尾町, Hiroo-chō) est un bourg du district de Hiroo, situé dans la sous-préfecture de Tokachi, sur l'île de Hokkaidō, au Japon.

## Géographie

### Situation
Le bourg de Hiroo est situé dans le sud de la sous-préfecture de Tokachi, au bord de l'océan Pacifique, au Japon. À l’ouest se trouve une série de monts de la chaîne de montagnes Hidaka, dont le mont Nozuka, le mont Hiroo, le mont Tokachi et le mont Rakko.
Au nord de Hiroo passent les rivières Toyoni (豊似川), Nozuka (野塚川) et Rakko (楽古川), tandis qu'au sud passe la rivière Hiroo (広尾川).

### Climat
Bien que froid pour sa latitude et sa position côtière, Hiroo bénéficie d'un climat continental humide (Dfb selon la classification de Köppen), modéré d'après les normes d'Asie de l'Est. Les étés sont rafraîchis par l'océan et le temps nuageux, tandis que les hivers sont refroidis par l'influence de la Sibérie. En raison de l'absence de glace sur l'océan, les températures d'Hiroo restent juste au-dessus de zéro pendant la journée, tandis qu'elles chutent régulièrement en dessous de −10 °C la nuit.
| Mois                                             | jan.       | fév.       | mars       | avril      | mai       | juin      | jui.      | août      | sep.      | oct.      | nov.       | déc.       | année      |
| ------------------------------------------------ | ---------- | ---------- | ---------- | ---------- | --------- | --------- | --------- | --------- | --------- | --------- | ---------- | ---------- | ---------- |
| Température minimale moyenne (°C)                | −9,2       | −9,1       | −4,4       | 0,9        | 5,8       | 9,8       | 14,1      | 15,9      | 13,1      | 6,8       | 0,6        | −5,8       | 3,2        |
| Température moyenne (°C)                         | −4,2       | −3,9       | 0,1        | 5,2        | 9,8       | 12,7      | 16,6      | 18,6      | 16,6      | 11,3      | 5,2        | −1,3       | 7,2        |
| Température maximale moyenne (°C)                | −0,3       | 0          | 4          | 9,9        | 14,6      | 16,5      | 20,1      | 22,1      | 20,3      | 15,5      | 9,4        | 2,6        | 11,2       |
| Record de froid (°C) date du record              | −21,2 1967 | −22,1 1977 | −20,2 1986 | −11,6 1978 | −2,6 1980 | 1 1966    | 4 1976    | 8,4 1976  | 1,6 1969  | −4,1 1964 | −11,6 1969 | −17,2 1969 | −22,1 1977 |
| Record de chaleur (°C) date du record            | 10,1 1995  | 12,6 1992  | 17,9 2018  | 26,8 2015  | 35,8 2019 | 33,3 2010 | 34,8 2017 | 35,1 2023 | 33,7 2019 | 28,1 2022 | 22,4 2023  | 16,3 2021  | 35,8 2019  |
| Ensoleillement (h)                               | 166,1      | 162,3      | 186,1      | 181,8      | 173,1     | 126,7     | 108,3     | 113,9     | 134,5     | 164,5     | 149,2      | 149,4      | 1 815,8    |
| Précipitations (mm)                              | 71,6       | 59,9       | 95,1       | 111,3      | 162,4     | 149,2     | 166,2     | 217,7     | 262,6     | 194,2     | 127,7      | 91,4       | 1 709,2    |
| dont neige (cm)                                  | 83         | 70         | 63         | 16         | 1         | 0         | 0         | 0         | 0         | 0         | 5          | 60         | 297        |
| Nombre de jours avec précipitations              | 7,3        | 7,4        | 8,9        | 9          | 10,1      | 8,8       | 10,7      | 11,7      | 11,4      | 10,5      | 10,2       | 8,9        | 114,8      |
| dont nombre de jours avec précipitations ≥ 10 mm | 2,2        | 1,5        | 2,4        | 2,7        | 4,3       | 3,8       | 4,1       | 5,1       | 5,8       | 4,3       | 3,7        | 2,7        | 42,7       |
| Humidité relative (%)                            | 64         | 65         | 66         | 70         | 77        | 87        | 89        | 88        | 82        | 74        | 65         | 63         | 74         |
| Nombre de jours avec neige                       | 8,9        | 8,4        | 9          | 2,4        | 0,2       | 0         | 0         | 0         | 0         | 0         | 0,9        | 7,7        | 37,5       |

| Diagramme climatique                                  |           |           |             |              |              |               |               |               |              |             |             |
| J                                                     | F         | M         | A           | M            | J            | J             | A             | S             | O            | N           | D           |
| −0,3−9,271,6                                          | 0−9,159,9 | 4−4,495,1 | 9,90,9111,3 | 14,65,8162,4 | 16,59,8149,2 | 20,114,1166,2 | 22,115,9217,7 | 20,313,1262,6 | 15,56,8194,2 | 9,40,6127,7 | 2,6−5,891,4 |
| Moyennes : • Temp. maxi et mini °C • Précipitation mm |           |           |             |              |              |               |               |               |              |             |             |

## Toponymie
Il existe différentes théories sur l'origine du nom du bourg, notamment qu'il serait issu de la langue aïnou,.

## Histoire
La province de Tokachi est établie en 1869 et découpée en sept districts, dont le district de Hiroo. Le village de Moyori (茂寄) est renommé Hiroo en 1926. Hiroo devient un bourg en 1946.
Le port de Tokachi (ja), situé dans le bourg, est touché par une vague d'environ 2,80 m lors du séisme de 2011 de la côte Pacifique du Tōhoku.

## Politique et administration

### Jumelages
La ville de Hiroo est jumelée avec :
- Sakai (Japon)
- Memuro (Japon)

Elle entretient des relations d'amitié avec :
- Frogn (Norvège) depuis octobre 1996

## Population et société

### Démographie
En 2020, la population de Hiroo s'élevait à 6 387 habitants répartis sur une superficie de 596,54 km2.
| 1940  | 1947  | 1950  | 1955   | 1960   | 1965   | 1970   | 1975   | 1980   |
| ----- | ----- | ----- | ------ | ------ | ------ | ------ | ------ | ------ |
| 8 290 | 9 064 | 9 909 | 11 469 | 12 592 | 13 598 | 13 436 | 11 399 | 11 512 |

| 1985   | 1990   | 1995  | 2000  | 2005  | 2010  | 2015  | 2020  | - |
| ------ | ------ | ----- | ----- | ----- | ----- | ----- | ----- | - |
| 11 285 | 10 346 | 9 593 | 8 975 | 8 325 | 7 881 | 7 030 | 6 387 | - |